# چئونگدام-دونگ
چئونگدام-دونگ (به لاتین: Cheongdam-dong) یک منطقهٔ مسکونی در کره جنوبی است که در ناحیه گانگنام واقع شده‌است.